# Васильево (Великоустюгский район)
Васильево — деревня в Великоустюгском районе Вологодской области.
Входит в состав Теплогорского сельского поселения, с точки зрения административно-территориального деления — в Теплогорский сельсовет.
Расстояние по автодороге до районного центра Великого Устюга — 74 км, до центра муниципального образования Теплогорья — 4 км. Ближайшие населённые пункты — Вотчево, Слизовица, Обрадово.
По переписи 2002 года население — 19 человек.